# ピセン
ピセン (picene) とは、多環芳香族炭化水素の一種で、泥炭や原油を蒸留したときに出る残滓（ピッチ）の中に存在する。シメンを溶媒として繰り返し再結晶させて得る。
再結晶させたピセンは、青みがかった蛍光を示す無色の大きな板状結晶である。濃硫酸に溶かすと緑色を呈する。
ピセンを合成的に得るためには、ナフタレンと1,2-ジブロモエタンに塩化アルミニウムを作用させる方法、α-ジナフトスチルベンを熱反応にかける方法、コール酸から脱水素する方法などが知られる。
酢酸中でピセンにクロム酸酸化を施すと、キノン、カルボン酸を経て、最後は縮合環構造が分解したフタル酸に変わる。
イドリア石(Idrialite)というピセンを主成分にした鉱物がある。
2009年、岡山大学理学部の久保園芳博教授のグループにより、ピセンの結晶にカリウム、ルビジウムをドープさせることにより20Kで超伝導になることが発見された。20Kという温度は、超伝導となる有機化合物としては2010年現在で最も高い。このため、将来の応用が期待されている。一方で発見されて以来、国内外で追試の成功例は無く、近年超伝導は存在しないとする報告がなされた[:en]。化学・物理の領域を問わず国内外から疑義が高まっている。